# أحمد آباد (قلعة خواجة)
أحمد آباد (بالفارسية: احمدآباد) هي منطقة سكنية تقع في إيران في قسم قلعة خواجة الريفي. يقدر عدد سكانها بـ 179 نسمة .